# 翼型

自然界和飞机上翼型的部分实例。虽然海豚的脚蹼并不是严格意义上的翼型，但也和流体中的翼型遵循相同的原理.

翼型（airfoil）或稱翼剖面，是指机翼、风帆、螺旋桨、旋翼、涡轮的横截面形状。翼型可以改變力的方向，例如可以把平行方向的推力轉換為升力，或是將水平方向的旋轉力矩轉換為垂直方向的推力。
翼型的升力主要来自翼型的形状和迎角（或称之为攻角），有合适的迎角的翼型会对来流产生扰动，由此产生一个与扰动相反方向的力，称之为气动力。气动力可以被分解为升力和阻力，与来流方向垂直的合力称之为升力，与来流方向平行的的合力称之为阻力。大多数翼型需要在正的迎角下才产生升力，但是有弯度翼型在迎角为0的情况下也能产生升力。来流在受到扰动后，在翼型表面附近出现了弯曲的流线，因此在翼型的两个表面产生了不同的压力。根据伯努利定律，在流速快的地方压力小，流速慢的地方压力大，因此，可以根据上下表面的流速差来计算翼型的升力。实际上，引入环量的概念后，根据库塔-儒可夫斯基定理就可以计算出翼型的升力。